# Ниномия Сонтоку
Ниномия Сонтоку (яп. 二宮 尊徳), урождённый Ниномия Киндзиро (яп. 二宮 金次郎) — известный японский учёный, просветитель, агроном и философ периода Эдо (XIX век). В пределах Японии достаточно известен как просто «Киндзиро» Полное собрание сочинений Киндзиро состоит из 36 томов.
Ниномия Киндзиро родился в семье крестьянина Ниномии Риэмона. Когда ему было пять лет, в результате штормов и выхода из берегов реки Сакава (яп. 酒匂川), поля его отца и многих соседей были повреждены или уничтожены. В возрасте 14 лет Киндзиро потерял отца, через два года — мать, и перешёл жить к своему дяде. При этом он должен был заботиться не только о себе, но и о своих младших сёстрах. К двадцати годам он смог восстановить хозяйство отца и помочь испольным арендаторам. Согласно общавшимся тогда с ним современникам, он уже тогда был непривычно крупного для японцев телосложения: ростом 182 см и весом 94 кг. С 1843 года Киндзиро официально служил сёгунату Токугава.
К экономическим достижениям Ниномии можно отнести научно-популярное объяснение капитализации процентов (компаундинга) — сложные проценты не были в то время знакомым понятием для самураев и японских крестьян. С помощью японских счёт (соробана) он просчитал рост суммы, положенной под различные проценты на сто лет, и таким образом показал важность отличия сложных процентов от простых. Взгляды на сельское хозяйство у Ниномии Сонтоку были коммунальными: он считал, что залогом успеха села является равное распределение рисков среди членов сообщества и выравнивание различий между урожайными и неурожайными годами путём инвестиции излишков одних лет в развитие или сохранение имеющихся ресурсов. Это вполне соответствовало синтоистскому принципу «хотоку кё» (яп. 报徳教), поэтому его акцент на взаимопомощи, бережливости и усердии встречал понимание среди крестьян и землевладельцев. Он также занимался приглашением иммигрантов из других областей и ввёл дотации и премии за успешное открытие нового хозяйства. Ниномия Сонтоку активно применял свои знания на практике — например, основывал ранние кредитные кооперативы «годзёко» (яп. 五常講 ごじょうこう), в которых любой мог взять беспроцентный кредит на сто дней, а в случае банкротства ответственность распределялась между всеми членами. Успех инновациям Ниномии обеспечила комбинация осваивания новых земель, грамотные законы об иммиграции, коммунальная финансовая политика и активное использование счётов — всё это быстро вошло в японский феодальный быт.

## Культурный образ Киндзиро
Ниномия Сонтоку является популярным героем многих японских рассказов, фильмов и книг. Его статуи можно часто встретить у школ и прочих учебных заведений — они чаще подписаны детским именем «Киндзиро», чтобы подчеркнуть его заслуги в самообразовании и тягу к знаниям, а не более поздние «взрослые» достижения. Ниномия Киндзиро традиционно изображается несущим тяжёлую ношу (дрова или хворост) на спине и одновременно читающим книгу. Японский образ Киндзиро, совмещающего физическую работу с чтением, схож с русским образом Ломоносова, босиком по снегу шагающего в Москву учиться. Подобные статуи Киндзиро делаются как минимум с 1910 года, когда одна из них была представлена на выставке в Токио.
Кроме статуй, Киндзиро с 1894 года посвящают синтоистские святилища (дзиндзя). Известны как минимум 12 таких мест, первые два появились в Одаваре, где (в городе и его окрестностях) он проработал большую часть жизни, и в Имаити, где он умер.
Также про Киндзиро известно много историй, которые считаются основанными на реальных событиях, хотя у многих нет и не может быть подтверждений. Например, согласно одной из них, когда он перешёл жить к дяде, то читал ночи напролёт, и когда тот пожаловался на большой расход масла, Киндзиро стал собирать зёрна с сорняков и самостоятельно выжимать масло из них. Согласно другой истории, одновременно с вечерним и ночным чтением книг он плёл на продажу сандалии. Трактовка подобных историй также иногда противоречит реальности — тот же Акутагава в «Словах пигмея» обвиняет родителей Киндзиро в эгоизме на основании истории из его сиротского периода.
Существует песня «Ниномия Киндзиро», смысл припева которой сводится к «берите пример с Киндзиро». На банкноте 1946 года в одну иену также изображён Киндзиро.